# Apple A10X
L'Apple A10X Fusion és un sistema basat en ARM de 64 bits en un xip (SoC) dissenyat per Apple Inc. i fabricat per TSMC. Va aparèixer per primera vegada a l'iPad Pro de 10,5" i l'iPad Pro de 12,9" de segona generació i l'iPad 6 (2018), que es van anunciar el 5 de juny de 2017. L'A10X és una variant de l'A10 i Apple afirma que té un rendiment de CPU un 30 per cent més ràpid i un rendiment de GPU un 40 per cent més ràpid que el seu predecessor, l'A9X.

## Disseny
L'A10X inclou una CPU de sis nuclis ARMv8-A de 64 bits de 2,38 GHz dissenyada per Apple, amb tres nuclis Hurricane d'alt rendiment i tres nuclis Zephyr d'eficiència energètica. L'A10X també integra una unitat de processament de gràfics (GPU) de dotze nuclis que sembla ser els mateixos nuclis personalitzats d'Imagination PowerVR d'Apple utilitzats a l'A10. Incrustat a l'A10X hi ha el coprocessador de moviment M10.
Construït sobre el procés FinFET de 10 nm de TSMC amb una mida de matriu de 96,4 mm², l'A10X és un 34% més petit que l'A9X i va ser el SoC de l'iPad més petit en el seu llançament. L'A10X és el primer xip TSMC de 10 nm que s'utilitza per un dispositiu de consum.
L'A10X està emparellat amb 4 GB de memòria LPDDR4 a l'iPad Pro de 12,9" de segona generació i l'iPad Pro de 10,5" i 3 GB a l'Apple TV 4K.
L'A10X té suport de codificació de còdec de vídeo per a H.264. Compta amb suport de descodificació per a HEVC, H.264, MPEG-4 i Motion JPEG.

## Productes que inclouen l'Apple A10X
- iPad Pro de 10,5 polzades (2017)
- iPad Pro de 12,9 polzades (2a generació, 2017)
- Apple TV 4K (2017)